# The Dark Side of the Moon
| Recensione       | Giudizio |
| ---------------- | -------- |
| AllMusic         |          |
| Cesare Rizzi     |          |
| NME              |          |
| Piero Scaruffi   |          |
| Q                |          |
| Robert Christgau | B        |
| Rolling Stone    |          |
| Sputnikmusic     | 5/5      |
| Uncut            |          |

The Dark Side of the Moon è l'ottavo album in studio del gruppo musicale britannico Pink Floyd, pubblicato il 1º marzo 1973 negli Stati Uniti d'America dalla Capitol Records e il 16 dello stesso mese nel Regno Unito dalla Harvest Records.
L'album rappresenta l'approdo di numerose sperimentazioni musicali che i Pink Floyd andavano da tempo operando sia nei loro concerti che nelle registrazioni, pur presentando in misura relativamente ridotta rispetto al passato le lunghe parti strumentali che erano diventate una caratteristica peculiare del gruppo, lasciando così più ampio spazio ai testi - scritti da Roger Waters - tutti incentrati sul tema filosofico degli aspetti che sfuggono al controllo razionale dell'animo umano, e ne costituiscono perciò il "lato buio", cui il titolo metaforicamente fa riferimento. Tra i temi affrontati nel concept album troviamo il conflitto interiore, il rapporto con il denaro, il trascorrere del tempo, la morte, il rapporto conflittuale con l'altro da sé e l'alienazione mentale, quest'ultimo ispirato in parte dal crollo psichico sofferto da Syd Barrett, membro fondatore e principale compositore e paroliere del gruppo fino alla sua uscita nel 1968.
L'album si sviluppò come parte del tour del 1971, in seguito alla pubblicazione di Meddle, e iniziò a essere pubblicizzato diversi mesi prima dell'inizio effettivo delle registrazioni in studio. Il nuovo materiale venne migliorato e raffinato durante il Dark Side of the Moon Tour, e fu infine registrato in due sessioni nel 1972 e nel 1973 agli Abbey Road Studios di Londra. I Pink Floyd usarono alcune delle tecniche di registrazione più avanzate dell'epoca, inclusi la registrazione multitraccia e i nastri magnetici in loop. In molti brani si usarono sintetizzatori analogici e diffuso è l'utilizzo di rumori d'ambiente, nonché di frammenti parlati funzionali al concetto filosofico dell'opera. Il tecnico del suono Alan Parsons contribuì attivamente ad alcuni degli aspetti sonori più innovativi, come ad esempio il battere le ore e il ticchettio degli orologi sul brano Time. Nel 2003 è stato pubblicato Classic Albums: Pink Floyd - The Making of The Dark Side of the Moon, documentario incentrato sulla sua realizzazione.
The Dark Side of the Moon fu un successo immediato, mantenne il primo posto della classifica statunitense Top LPs & Tapes per una settimana e vi rimase per altre 741 dal 1973 al 1988. Nel marzo 2014 ha toccato le 1100 settimane nella classifica US Top Catalog. Con oltre 50 milioni di copie vendute, è l'album di maggiore successo dei Pink Floyd e uno dei più venduti della storia. È stato rimasterizzato e ripubblicato in molteplici occasioni, oltre alle reinterpretazioni di vari gruppi musicali. Furono estratti due singoli: Money e Time/Us and Them. Oltre al suo successo commerciale, The Dark Side of the Moon è spesso considerato uno dei migliori album di tutti i tempi, sia dai critici sia dai semplici appassionati.

## Antefatti

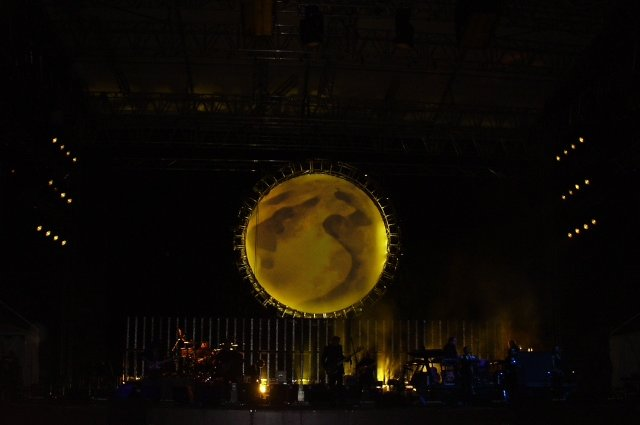
Allestimento di The Dark Side of the Moon nel concerto di Roger Waters presso l'Arena di Verona nel giugno del 2006

Dopo il lancio di Meddle, i membri della band si riunirono nel dicembre del 1971 per un tour in Regno Unito, Giappone e Stati Uniti. Mentre provavano in Broadhurst Gardens, a Londra, avevano in prospettiva la creazione di nuove canzoni. In una riunione a casa del batterista Nick Mason a Camden, il bassista Roger Waters propose di integrare il nuovo album come parte del tour. L'idea di Waters consisteva in un disco trattante temi che «facessero arrabbiare la gente», focalizzandosi sulle pressioni che dovette fronteggiare la band per il suo stile di vita e sui problemi mentali che aveva l'ex-membro del gruppo, Syd Barrett. Avevano già studiato un'idea simile in The Man and The Journey, un'opera musicale concettuale che suonavano durante i loro concerti del 1969. In un'intervista concessa alla rivista Rolling Stone, David Gilmour disse:
In generale, i quattro membri del gruppo furono d'accordo con l'idea di Waters di un album basato su un unico tema. Il bassista e paroliere Roger Waters, il chitarrista David Gilmour, il batterista Nick Mason e il tastierista Richard Wright parteciparono alla composizione e alla produzione del nuovo materiale, e Waters registrò i primi demo nella sua casa di Islington, in un piccolo studio di registrazione allestito in un capanno in giardino. Alcune parti dei nuovi pezzi erano estratti rimasti inutilizzati in passato: l'inizio di Breathe, ad esempio, risale a un lavoro precedente di Waters e Ron Geesin composto per la colonna sonora del documentario The Body, mentre la struttura di Us and Them deriva da una composizione per pianoforte originariamente scritta da Wright per la pellicola Zabriskie Point. La band provò in un magazzino di Londra che apparteneva ai Rolling Stones, poi nel Rainbow Theatre. Inoltre comprarono un nuovo equipaggiamento, includendo amplificatori, casse acustiche, un mixer di 28 canali con quattro uscite quadrifoniche e un impianto di luci, per un totale di nove tonnellate di attrezzature trasportate con tre camion.
Nonostante fosse il suo primo tour con un album intero, la band riuscì ad affinare e migliorare il nuovo materiale, che già aveva il nome provvisorio di The Dark Side of the Moon (un'allusione più alla follia che all'astronomia). Dato però che il titolo era già stato usato da un'altra band, i Medicine Head, il nome fu temporaneamente cambiato in Eclipse. Il lavoro fu presentato al Dome di Brighton il 20 gennaio del 1972 con questo nome, ma, visto lo scarsissimo successo dell'LP omonimo, i Pink Floyd poterono ritornare al titolo originario.

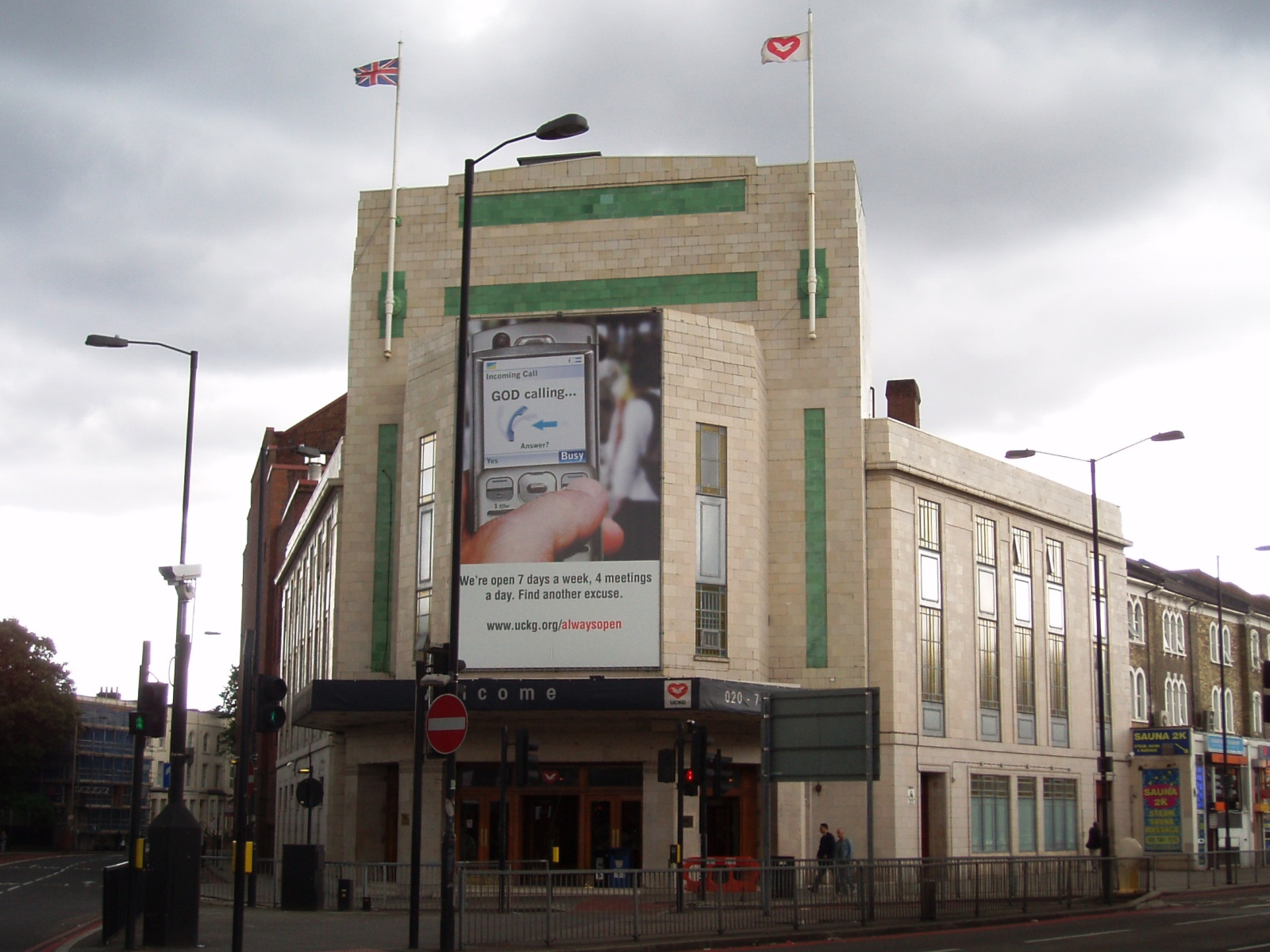
Il Rainbow Theatre di Londra ora è una chiesa

Dark Side of the Moon: A Piece for Assorted Lunatics, come era conosciuto allora, fu rappresentato alla presenza di un gruppo di giornalisti il 17 febbraio 1972 (cioè più di un anno prima del lancio ufficiale) al teatro Rainbow, con critiche molto positive. Michael Wale del The Times descrisse l'opera dicendo che «... fa venire le lacrime agli occhi. È così piena di comprensione e a volte di interrogativi musicali!», mentre Derek Jewell del The Sunday Times affermò che «L'ambizione dell'intenzione dell'arte dei [Pink] Floyd è enorme». Melody Maker ne fu meno entusiasta: «Musicalmente ci sono grandi idee, ma gli effetti sonori spesso mi lasciavano pensare di essere in una gabbia di uccelli dello zoo di Londra». Il tour a seguire ricevette una grande accoglienza da parte del pubblico. I nuovi pezzi furono riprodotti dal vivo, nello stesso ordine in cui sarebbero poi apparsi nell'album, anche se con chiare differenze come la mancanza di sintetizzatori in tracce come On the Run, e la lettura di versi della Bibbia al posto della voce di Clare Torry in The Great Gig in the Sky.
Il Dark Side of the Moon Tour tra il 1972 e il 1973 in Europa e negli Stati Uniti offrì alla band l'opportunità di migliorare la qualità delle tematiche dell'album. Il 20 gennaio, nelle pause del tour, incominciarono anche le prove negli studi inglesi, anche se in febbraio il gruppo si recò in Francia per registrare la colonna sonora del film La Vallée, diretto da Barbet Schroeder, e subito dopo in Giappone. A ciò seguirono date negli Stati Uniti prima che la band tornasse a Londra per cominciare le registrazioni vere e proprie dell'album, dal 24 maggio al 25 giugno. Dopo un'ultima serie di concerti e la pubblicazione di Pink Floyd: Live at Pompeii, il gruppo ritornò in studio il 9 gennaio 1973 per completare l'incisione.

## Concept
(Roger Waters)
The Dark Side of the Moon si sviluppa da sperimentazioni, concerti live e registrazioni delle fasi precedenti, dopo l'uscita di Barrett e delle sue esecuzioni strumentali, definite da Gilmour «quella noiosa roba psichedelica». Gilmour e Waters vedono in Meddle la svolta verso il disco seguente.
I temi dei testi delle canzoni includono l'avidità, l'invecchiamento, la morte e l'infermità mentale. Quest'ultimo tema prese come ispirazione il deterioramento mentale di Barrett, che era stato il principale compositore e paroliere del gruppo nei suoi primi anni. L'album è conosciuto per l'uso di musica concreta e concettuale e di testi filosofici, come in molti altri lavori della band.
Ogni lato del disco costituisce un'opera musicale continua. Le cinque tracce di ognuno dei due lati rappresentano vari stadi della vita umana. L'album comincia e termina con un suono di battiti cardiaci, esplorando la natura dell'esperienza dell'essere umano e, secondo Waters, «l'empatia». Speak to Me e Breathe insieme pongono un accento sugli elementi mondani e futili della vita, che accompagnano la sempre presente minaccia della pazzia, e l'importanza per ognuno di vivere la propria esistenza - «Non temere di preoccuparti». Spostando la scena in un aeroporto, la strumentale On the Run (in cui è protagonista il sintetizzatore VCS3) evoca lo stress e l'ansia provocati dalla paura di volare (in particolare di Wright). Time tratta del modo in cui il passaggio del tempo può controllare la vita di un individuo e ammonisce con veemenza coloro che sprecano tempo prezioso focalizzandosi sugli aspetti più mondani della vita. La sezione conclusiva del brano è occupata da Breathe (Reprise), che segue il tema del ritiro in solitudine ed il rifugio propri della vecchiaia. La prima parte termina con The Great Gig in the Sky, metafora della morte. La prima traccia del lato B, Money, si prende gioco dell'avidità e del consumismo, con un testo ironico ed effetti sonori allusivi al denaro, come il suono di un registratore di cassa e il rumore di monete sonanti. Money è stata la canzone di maggior successo commerciale dell'album e da allora è stata riproposta da molti gruppi musicali. Us and Them parla dell'etnocentrismo, del confronto con l'altro e dell'uso di semplici dicotomie per descrivere le relazioni interpersonali. Brain Damage tratta del disturbo mentale come risultato del porre la fama e il successo in cima alla lista delle necessità di un individuo, e contemporaneamente del diritto a rimanere diversi anziché subire passivamente l'omologazione sociale che la "cura" sottende. In particolare il verso «And if the band you're in starts playing different tunes» («e se la band in cui sei comincia a suonare melodie diverse») si riferisce allo stato mentale dell'ex-membro Syd Barrett. The Dark Side of the Moon termina con Eclipse, che espone i concetti di alterità e unità, invitando l'ascoltatore a riconoscere le caratteristiche comuni a tutti gli esseri umani le quali, come il verso conclusivo suggerisce, ancora sfuggono all'umanità perché «il sole è eclissato dalla luna».

## Registrazione

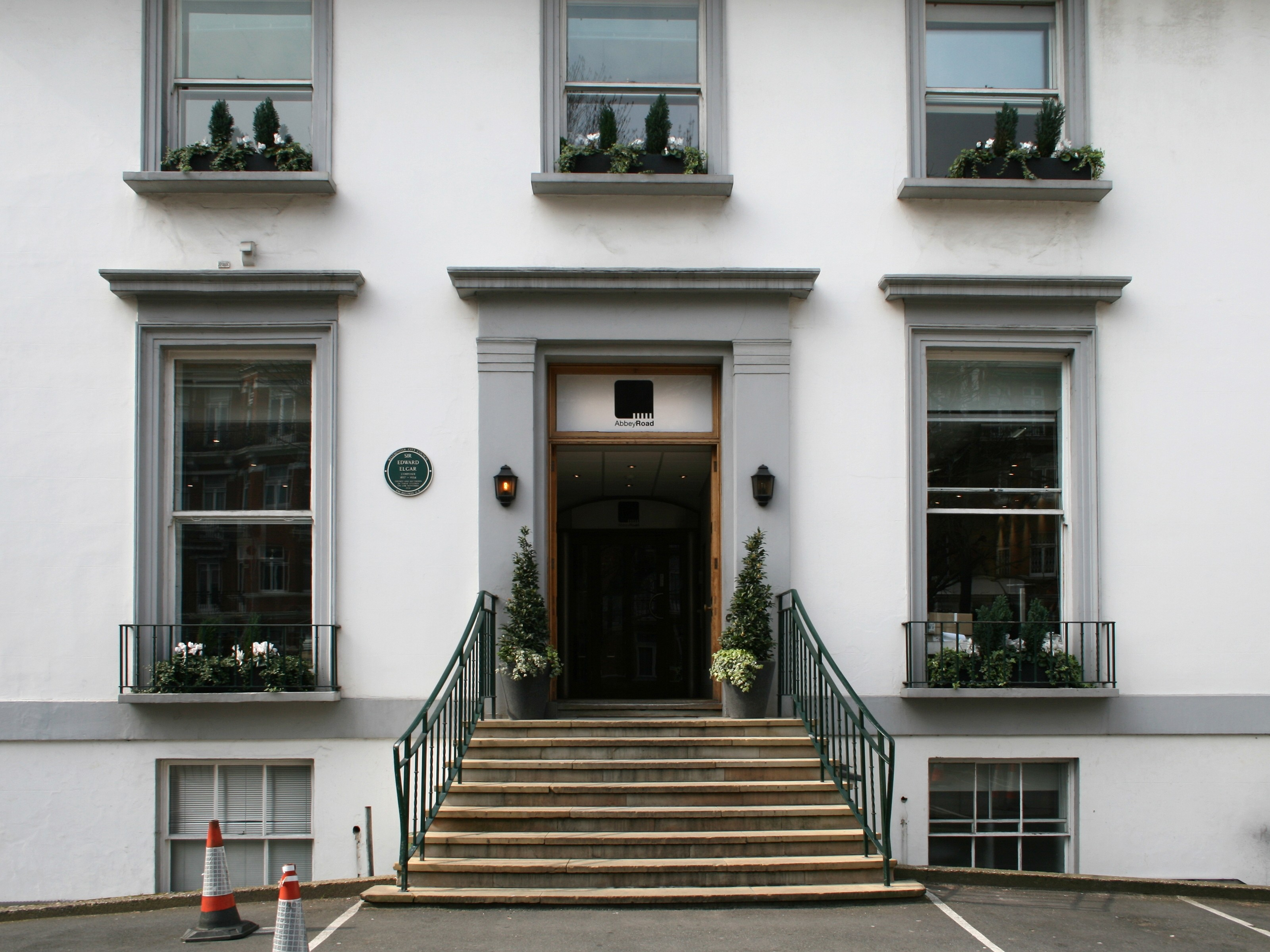
Entrata principale degli Abbey Road Studios

The Dark Side of the Moon fu inciso negli Abbey Road Studios in due sessioni tra maggio 1972 e gennaio 1973. Come capo tecnico audio fu assunto Alan Parsons, che aveva già lavorato come assistente in Atom Heart Mother e come ingegnere del suono negli album dei Beatles Abbey Road e Let It Be. Durante le sessioni di registrazione si utilizzarono le tecniche più sofisticate dell'epoca: lo studio era in grado di missare fino a sedici tracce, caratteristica che offriva un alto livello di flessibilità, anche se la band arrivò a usare molte più tracce, al punto che dovettero copiare i nastri.
La prima traccia registrata fu Us and Them il 1º giugno, seguita sei giorni dopo da Money, per la quale Waters aveva creato vari effetti sonori sotto forma di loop di oggetti relazionati al denaro, incluse monete lasciate cadere in una scodella di ceramica. Questi effetti vennero recuperati quando il gruppo decise di creare un mix quadrifonico dell'album (Parsons in seguito si rivelò insoddisfatto del risultato a causa della mancanza di tempo e di registratori multitraccia); l'incisione di Time e The Great Gig in the Sky precedette una pausa di due mesi durante la quale i Pink Floyd prepararono un nuovo tour negli Stati Uniti. Questo non fu l'unico periodo di interruzione: Roger Waters, tifoso dell'Arsenal Football Club, abbandonava spesso lo studio per andare a vedere giocare la sua squadra del cuore, e tutto il gruppo era solito riposare guardando Monty Python's Flying Circus alla televisione, lasciando Parsons a lavorare col materiale disponibile. Gilmour smentì in un'intervista del 2003 dicendo: «A volte lo guardavamo, ma se eravamo molto occupati continuavamo a lavorare».
Al rientro dagli Stati Uniti nel gennaio 1973, si registrarono Brain Damage, Eclipse, Any Colour You Like e On the Run, mentre venivano messe a punto le parti già pronte. Barry St. John, Lesley Duncan, Liza Strike e Doris Troy eseguirono i cori in Brain Damage, Eclipse e Time e Dick Parry suonò il sassofono su Us and Them e Money. La band registrò anche materiale visivo con il regista Adrian Maben per Pink Floyd: Live at Pompeii, e una volta terminato il lavoro in studio iniziò una tournée in Europa.

### Strumentazione

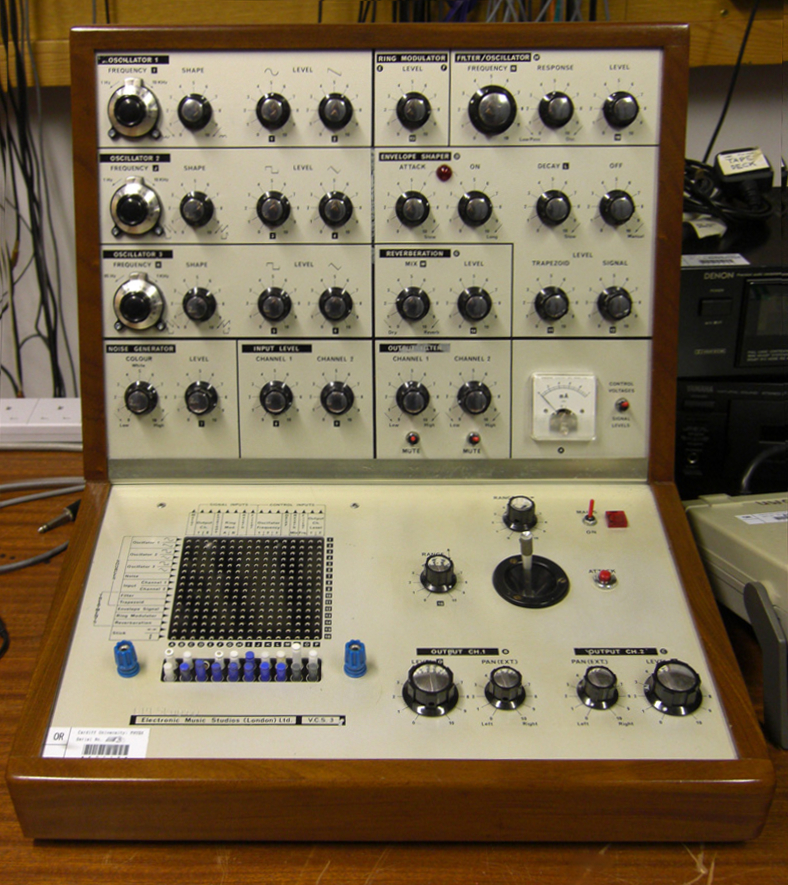
Un sintetizzatore EMS VCS3

A livello strumentale, The Dark Side of the Moon è conosciuto per gli effetti sonori metronomici in Speak to Me e i loop in apertura di Money. Nick Mason, responsabile della maggior parte degli effetti usati in tutta la discografia dei Pink Floyd, fu accreditato come unico compositore di Speak to Me, brano di introduzione composto con un effetto cross-fade (usato per sovrapporre più parti, abbassando il volume di una mentre sale quello di un'altra) realizzato con frammenti di altre canzoni dell'album. Mason ne creò una prima versione in casa propria prima di realizzare quella definitiva in studio. Per l'inizio di Breathe si servirono di un accordo di pianoforte registrato al contrario; gli effetti sonori di Money vennero alla luce unendo le registrazioni casalinghe di monete tintinnanti di Waters, il rumore di fogli strappati (a simboleggiare banconote) e quelli di un registratore di cassa e di una macchina calcolatrice, per creare un loop sul corrispondente riff di basso in 7/4. In alcuni casi tutti i tecnici e membri del gruppo dovettero lavorare a tutti i fader contemporaneamente per missare le complicate registrazioni multitraccia di molte delle canzoni, in particolare On the Run.
Insieme alla tradizionale strumentazione rock, i Pink Floyd ricorsero anche all'uso di sintetizzatori (tra cui un EMS VCS3 in Brain Damage e Any Colour You Like e un EMS Synthi A in Time e On the Run), oltre a suoni originali e inconsueti, come un assistente tecnico che corre nella camera di riverberazione dello studio (On the Run), o una grancassa modificata in modo tale da simulare il battito cardiaco. Quest'ultimo è ben distinguibile all'inizio e alla fine del disco, ma si può sentire più sporadicamente anche in Time e On the Run; le tracce audio del ticchettio e dello scoccare simultaneo di diversi orologi all'inizio di Time era stata precedentemente registrata da Parsons in un negozio di antiquariato, ed era in origine destinata a un disco dimostrativo per la quadrifonia.

### Voci e frammenti parlati
(Roger Waters)
Varie tracce, tra cui Us and Them e Time, mettono in risalto l'abilità di Richard Wright e David Gilmour nel coordinare le loro voci, molto simili tra loro secondo Roger Waters. Per trarre vantaggio da ciò, Parsons perfezionò l'uso di tecniche multitraccia sulle voci e le chitarre, in modo che Gilmour potesse praticamente raddoppiare se stesso. Inoltre usò effetti flanger e phaser in parti vocali e strumentali, particolari stratagemmi con il riverbero, e lo spostamento dei suoni tra canali (percepibile soprattutto nella versione quadrifonica di On the Run, quando il suono di un organo Hammond B3 riprodotto da un altoparlante Leslie gira velocemente intorno all'ascoltatore).

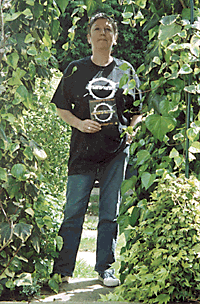
La cantante turnista Clare Torry nel 2003

Nei crediti compare Clare Torry, cantante turnista e compositrice che frequentava spesso gli studi di Abbey Road. Parsons la invitò alle registrazioni dopo aver sentito del materiale pop a cui la ragazza aveva lavorato in precedenza, con l'intenzione di farla cantare in The Great Gig in the Sky; la Torry dapprima rifiutò l'offerta perché voleva andare a sentire suonare Chuck Berry all'Hammersmith Odeon, ma con il gruppo stabilì che sarebbe passata in studio la domenica seguente. I Pink Floyd le spiegarono il concetto che caratterizzava l'album, ma non seppero dirle quello che avrebbe dovuto fare esattamente. Con Gilmour responsabile di quella sessione, Torry improvvisò, in una sola notte, una melodia vocale senza testo che avrebbe accompagnato l'intero brano, compreso l'assolo di pianoforte di Rick Wright: «Sapevamo ciò che volevamo. Musicalmente non era ancora chiaro, ma volevamo che qualcuno improvvisasse su questo pezzo. Le dicemmo: pensa alla morte o a qualcosa di macabro e canta». L'artista all'inizio si sentì imbarazzata per la sua esuberanza in cabina di registrazione e volle scusarsi con la band, ma non si era ancora resa conto che tutti erano rimasti estasiati dalla sua esecuzione. In seguito furono scelte le parti migliori fra diverse esecuzioni per assemblare la versione usata nell'album. Torry ricevette un compenso di appena 30 sterline per la sua collaborazione, ma nel 2004 citò in giudizio sia i Pink Floyd che la EMI per le mancate royalty dovutele per il contributo, affermando di essere coautrice di The Great Gig in the Sky insieme a Wright. I tribunali di giustizia britannici diedero ragione alla cantante, anche se l'entità dell'accordo economico al quale giunsero le due parti non fu mai rivelato al pubblico. Tutte le edizioni dal 2005 in avanti accreditano The Great Gig in the Sky sia al tastierista dei Pink Floyd che a Torry.
Altra caratteristica di The Dark Side of the Moon sono i frammenti parlati che si possono sentire lungo tutta l'esecuzione. Una sera, verso la fine delle registrazioni, Waters reclutò il personale ed altri presenti nello studio, chiedendo loro di rispondere ad alcune domande precedentemente scritte su dei cartoncini: gli intervistati rispondevano davanti a un microfono in una stanza con poca luce, e affrontavano dapprima domande molto semplici, "di riscaldamento", ad esempio il colore o il piatto preferito (il titolo Any Colour You Like fa riferimento proprio ad una di esse), per poi passare ad altre più complesse ed attinenti al tema centrale dell'album, come «hai paura della morte?» o «quando è stata l'ultima volta in cui sei stato violento?»
(David Gilmour)
La domanda sull'episodio violento era seguita immediatamente da: «avevi ragione?»: Waters osserva che a quest'ultima tutti risposero puntualmente di sì. Un collage di tali risposte affermative è udibile sulla coda di Money.
Roger "The Hat" Manifold, roadie dei Pink Floyd, fu l'unico a essere intervistato in modo convenzionale, poiché in quel momento non si trovavano i cartoncini. Nel raccontare il proprio episodio violento, causato da un automobilista che l'aveva stretto durante un sorpasso, Manifold rispose «...gli diedi una scossa breve, rapida e potente...» («... give 'em a quick, short, sharp shock ...»), e sul tema della morte affermò: «Vivi oggi, perché domani potresti non esserci più. Questo sono io» («Live for today, gone tomorrow. That's me»).
Il road manager della band, Chris Adamson, registrò la frase che apre l'album: «Sono pazzo da un fottìo di anni, ma proprio anni» («I've been mad for fucking years, absolutely years»).
Il tecnico del suono Peter Watts (già immortalato assieme ad Alan Styles sul retro copertina di Ummagumma e padre dell'attrice Naomi Watts) contribuì con la celebre risata che ricorre in Brain Damage e Speak to Me.
La seconda moglie di Watts, Patricia "Puddie" Watts fornì il frammento sui «tipi che vagavano in cerca di botte» («geezers who were cruisin' for a bruisin'») e sua è anche la voce che sussurra: «non ho mai detto di aver paura di morire» («I never said I was frightened of dying») su The Great Gig in the Sky.
Le frasi «Io non ho paura di morire, ogni momento è buono, non m'importa. Perché dovrei aver paura di morire? Non ce n'è motivo, prima o poi bisogna andarsene» («I am not frightened of dying, any time will do, I don't mind. Why should I be frightened of dying? There's no reason for it, you've got to go sometime», su The Great Gig in the Sky) e «non c'è nessun lato buio della luna, davvero. In realtà è tutta buia» («There is no dark side of the moon, really. Matter of fact it's all dark», in chiusura del disco) sono del portiere irlandese degli studi di Abbey Road, Gerry O'Driscoll.
Furono intervistati anche Paul McCartney e la moglie Linda, che si trovavano ad incidere Red Rose Speedway con gli Wings nello studio a fianco, ma le loro risposte alla fine non vennero inserite nell'album perché, a detta di Waters, si erano «troppo sforzati di essere divertenti» («trying too hard to be funny»), mentre il loro chitarrista Henry McCullough pronunciò la famosa frase «non lo so, ero veramente sbronzo in quel momento» («I don't know, I was really drunk at the time»), che compare tra Money e Us and Them.

### Rifinitura
Dopo aver terminato le interviste, la band assunse il produttore Chris Thomas per procurarsi «un paio di orecchie fresche». Il suo passato riguardava più il campo musicale che quello dell'ingegneria. Aveva lavorato con il produttore dei Beatles, George Martin, ed era conosciuto dal manager dei Pink Floyd, Steve O'Rourke. I quattro membri del gruppo avevano opinioni discordanti riguardo al missaggio finale, con Waters e Mason che preferivano un mix "secco" e "pulito" dando maggiore spazio agli elementi non musicali, al contrario di Gilmour e Wright che volevano optare per uno più delicato e con più riverbero. Più tardi Thomas smentì tali disaccordi, dicendo «non c'erano differenze di opinione tra di loro, non ricordo Roger dire una sola volta di volere meno eco. Infatti, non c'era nessun indizio che dicesse che avrebbero litigato. C'era un'atmosfera molto creativa, ci si divertiva molto.» Sebbene non si conosca la verità, ciò che venne alla luce grazie al suo intervento lasciò soddisfatti sia Waters che Gilmour. Thomas fu responsabile di vari cambiamenti significativi nell'album, come l'eco a tempo applicato alla voce in Us and Them. Fu anche presente alla registrazione di The Great Gig in the Sky, anche se fu Parsons ad assumere Clare Torry. In un'intervista del 2006, quando gli fu chiesto se avesse perseguito i suoi obiettivi, Roger Waters rispose:

## Pubblicazione

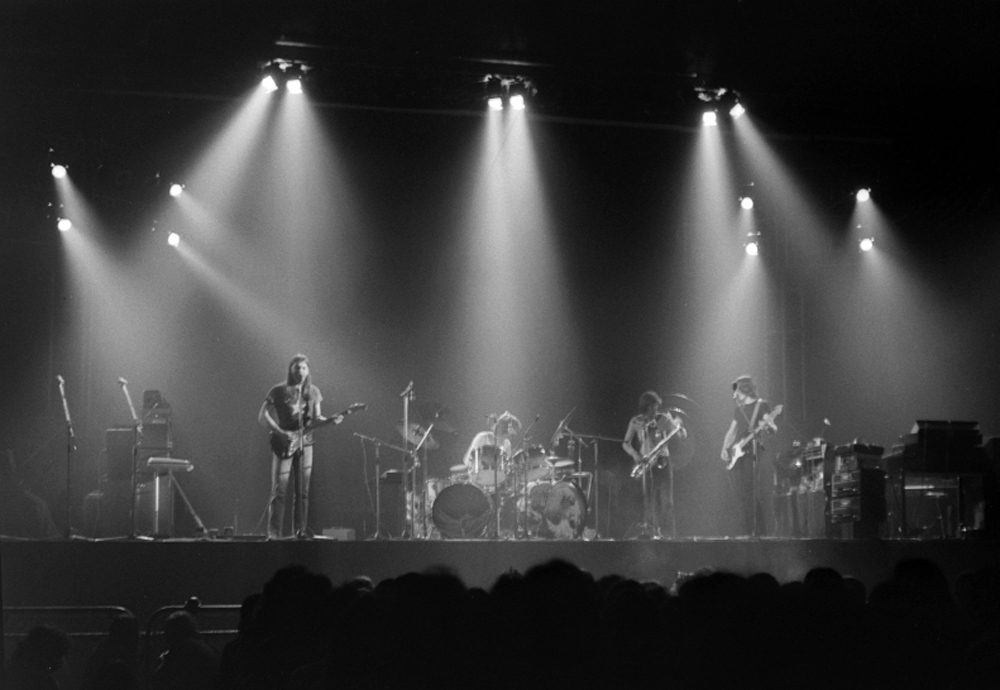
Un'esibizione dal vivo di The Dark Side of the Moon all'Earls Court, poco tempo dopo la pubblicazione nel 1973.
(da sinistra) David Gilmour, Nick Mason, Dick Parry, Roger Waters

Dato che la versione quadrifonica dell'album non era ancora completa, la band (a parte Wright) non presenziò alla conferenza stampa tenutasi al London Planetarium il 27 febbraio. I giornalisti trovarono, al posto dei musicisti, quattro loro sagome in cartone a grandezza naturale, e assistettero alla presentazione della versione stereo con un sistema audio di bassa qualità. In generale, comunque, la stampa ebbe reazioni molto positive; Roy Hollingworth di Melody Maker definì il lato A «...così confuso che era difficile da seguire», ma elogiò la seconda parte. Steve Peacock, di Sounds, scrisse: «Non mi interessa se nella vostra vita non avete mai sentito una nota dei Pink Floyd. Consiglio The Dark Side of the Moon a tutti senza riserve». Nella sua recensione del 1973 per Rolling Stone, Lloyd Grossman descrisse Dark Side come «un bell'album con ricchezza concettuale e strutturale, che non solo attira, ma pretende partecipazione e coinvolgimento».
The Dark Side of the Moon uscì inizialmente negli Stati Uniti d'America il 1º marzo 1973 e tredici giorni più tardi anche nel Regno Unito. In Inghilterra e in Europa occidentale ottenne un successo immediato; dopo un mese aveva vinto il disco d'oro negli Stati Uniti e nel Regno Unito. Durante il mese di marzo del 1973 il gruppo lo inserì nella scaletta del suo tour statunitense, inclusa un'esibizione a Radio City Music Hall di New York il 17, alla quale assistettero 6 000 persone. Tra gli effetti speciali era incluso un aereo lanciato dal fondo della sala alla fine di On the Run che si "schiantava" sul palcoscenico in una nuvola di fumo arancione. Il disco raggiunse il primo posto della classifica degli album più venduti di Billboard il 28 aprile 1973, e ottenne un successo tale che la band dovette tornare in tour due mesi dopo.

### Promozione dell'album negli Stati Uniti
Gran parte del successo fulmineo ottenuto dall'album negli Stati Uniti fu dovuto all'impegno della casa discografica statunitense dei Pink Floyd, la Capitol Records. Bhaskar Menon, nominato presidente poco tempo prima, aveva il compito di compensare le vendite relativamente scarse di Meddle del 1971, mentre la band e il manager O'Rourke stavano trattando con discrezione col presidente della CBS e della Columbia Records Clive Davis, poiché The Dark Side of the Moon era l'ultimo lavoro che i Pink Floyd avrebbero dovuto pubblicare con la Capitol per obbligo di contratto. L'entusiasmo di Menon per Dark Side era tale che egli imbastì una colossale campagna pubblicitaria, che includeva anteprime radiofoniche di Us and Them e Time. In alcuni Paesi (specialmente nel Regno Unito) i Pink Floyd non pubblicavano un singolo dal 1968, anno di Point Me at the Sky/Careful with That Axe, Eugene; dopo cinque anni di "silenzio", il 7 maggio 1973 uscì il singolo di Money (con Any Colour You Like sul lato B), che nel luglio dello stesso anno raggiunse il tredicesimo posto della Billboard Hot 100.
Alle radio fu recapitata una copia promozionale (mono e stereo) del singolo: la versione mono aveva la parola bullshit ("stronzata") parzialmente censurata (bull), mentre quella stereo conteneva il testo intatto, ma ai disc jockey fu chiesto di disfarsene. Il 4 febbraio 1974 uscì il doppio singolo Time/Us and Them.
Gli sforzi di Menon per assicurarsi un rinnovo contrattuale col gruppo furono tuttavia vani; all'inizio del 1974, i Pink Floyd stipularono con la Columbia un accordo da un milione di dollari, mentre in Inghilterra e nel resto d'Europa continuarono a essere rappresentati dalla Harvest Records.

### Riedizioni e rimasterizzazioni
Nel giugno 1979 la Mobile Fidelity Sound Lab pubblicò una riedizione di The Dark Side of the Moon in LP, e nell'aprile 1988 nel loro formato Ultradisc dorato. La EMI pubblicò il formato CD (all'epoca una novità) nel 1984 e nel 1992 nel cofanetto Shine On. Questa versione tornò rinnovata nei negozi l'anno dopo in occasione del ventesimo anniversario, con la copertina disegnata da Storm Thorgerson.
Pare che sulle copie in CD più recenti sia udibile una versione orchestrale di Ticket to Ride dei Beatles, durante le battute finali dell'album. Ciò può essere il risultato di un errore di rimasterizzazione, poiché non si sente nelle prime versioni in vinile.

Sebbene fosse commissionata dalla EMI, la band non appoggiò mai l'edizione quadrifonica del 1973; tuttavia ne uscì un'altra rinnovata, in occasione del trentesimo anniversario del disco nel 2003. Con un po' di sorpresa, il gruppo scelse di non usare il mix quadrifonico di Alan Parsons del 1973, ma si affidò a James Guthrie per crearne uno nuovo per il formato SACD. Guthrie collaborava con la band dai tempi di The Wall e aveva già lavorato alle versioni quadrifoniche di quest'ultimo e di In the Flesh di Roger Waters. Nel 2003 Alan Parsons espresse un giudizio generalmente positivo sul lavoro di Guthrie, nonostante qualche critica (in particolare a On the Run). Il mix di The Great Gig in the Sky fu tra quelli più apprezzati da Parsons:
La nuova versione del trentesimo anniversario vinse quattro Surround Music Awards nel 2003. Nel 2003 ci fu anche una ristampa di The Dark Side of the Moon in vinile (a cura di Kevin Gray della AcousTech Mastering) che includeva accessori leggermente diversi da quelli contenuti nella prima edizione, oltre a un poster del trentennale del disco. Nel 2007, per celebrare i quarant'anni dalla fondazione dei Pink Floyd, l'album venne incluso nella raccolta Oh, by the Way, e su iTunes ne uscì una versione DRM gratuita.
Già a partire dal 1973, sono uscite delle riedizioni dell'album in formato picture disc. Una di queste venne edita dalla divisione americana della Harvest il dicembre del 1978. Degli LP dell'album decorati da illustrazioni sono contenuti nei cofanetti The First XI (1979) e '97 Vinyl Collection (1997).

### Confezioni

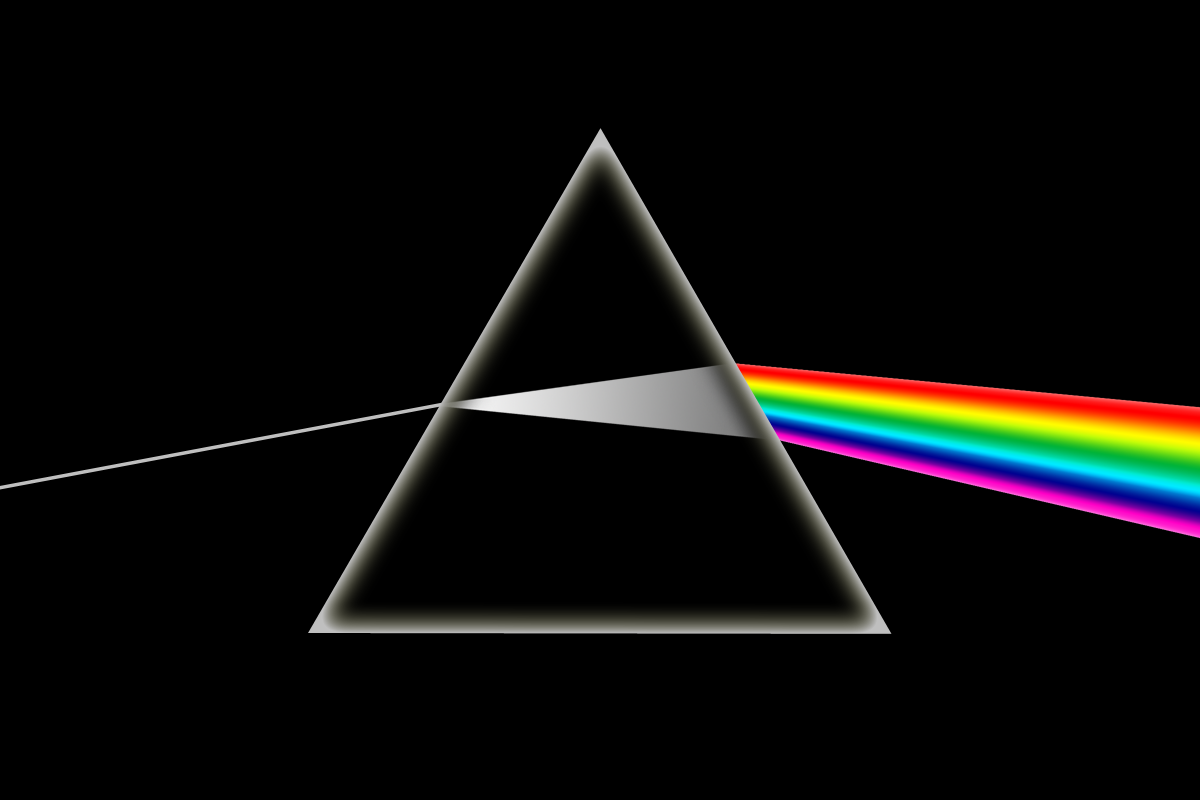
Schema di un prisma triangolare con la dispersione della luce, molto simile a quello della copertina di The Dark Side of the Moon

#### Long playing
The Dark Side of the Moon fu pubblicato inizialmente in formato vinile con una copertina pieghevole, disegnata dalla Hipgnosis e George Hardie, che mostrava un prisma triangolare rifrangente un raggio di luce sul fronte. La Hipgnosis aveva già disegnato varie copertine per la band con risultati controversi; la EMI non aveva gradito le immagini di Atom Heart Mother e Obscured by Clouds, poiché si aspettavano disegni più tradizionali con lettere e caratteri, ma i disegnatori poterono ignorare le critiche perché sotto contratto con il gruppo. Per The Dark Side of the Moon Richard Wright gli chiese qualcosa di più elegante, pulito e di classe. La compagnia artistica presentò sette disegni, ma i quattro membri del gruppo scelsero senza discussioni quello del prisma, opera di Hardie e ideato da Storm Thorgerson durante una sessione di brainstorming con Powell. Esso rappresenta tre elementi: l'illuminazione dei concerti della band, i testi delle canzoni e la volontà di Wright di un progetto "semplice e audace". Il fascio di luce nell'immagine ha sei colori, escludendo l'indaco dalla tradizionale divisione della sequenza in rosso, arancione, giallo, verde, blu, indaco e viola, e prosegue lungo tutto l'interno della confezione dividendola orizzontalmente in due parti: in quella inferiore compaiono i testi delle canzoni mentre in quella superiore vi è l'elenco delle tracce e i crediti; la linea verde si muove come un elettrocardiogramma (soluzione grafica suggerita da Roger Waters). Le linee di colore proseguono anche sul retro della copertina dove entrano in un altro prisma rovesciato, voluto da Thorgerson per facilitare la disposizione del disco nei negozi, dal quale usciranno come un raggio di luce bianca, che prosegue fino a ricongiungersi con quello sul fronte.
In molte stampe, fra cui la prima statunitense, era presente un adesivo rotondo sulla confezione di plastica trasparente del disco che indicava nome del gruppo e titolo, riportati anche sulla costa. Nella prima stampa inglese, alcune copie avevano il solo adesivo rotondo attaccato direttamente alla copertina; altre, nemmeno quello. Diverse prime edizioni furono infatti messe in commercio senza alcun riferimento sulla copertina esterna su autore e titolo. Generalmente, in seguito, l'adesivo fu sostituito da una stampa direttamente sulla copertina.
All'interno della confezione pieghevole si trovavano degli adesivi e due poster, uno con immagini della band in concerto con lettere sparse a formare la scritta "PINK FLOYD", l'altro con una fotografia agli infrarossi delle Piramidi di Giza (che erano anche il soggetto degli adesivi) creata da Powell e Thorgerson. I poster delle piramidi erano differenti fra la versione statunitense e inglese. Nel 2003 VH1 posizionò la copertina al quarto posto della sua classifica delle migliori copertine di tutti i tempi.

#### Compact disc
La copertina della prima edizione su CD, pubblicata nel 1984 su etichetta EMI-Harvest, rispecchia in scala quella originariamente prevista per il disco 33 giri, con l'aggiunta in alto a destra di un cerchio bianco contenente nome del gruppo e titolo, che compaiono anche in costa. Sul retro è presente la stessa immagine che compare sulla copertina del vinile, anche se in scala leggermente diversa e più grande rispetto a quella anteriore. Il libretto contiene i testi delle canzoni.
La seconda edizione su CD (quella attualmente in vendita) è stata presentata nel 1994. In questa versione sia il nome della band sia il titolo (senza l'articolo iniziale, come nella prima edizione su stesso formato) compaiono solamente in costa. Il fronte presenta un prisma non più trasparente ma opaco, nel quale entra un raggio di luce bianca che viene in parte riflesso dalla superficie. Il fascio di colori dell'arcobaleno (ora tutti e sette) in uscita non costituisce più una linea guida lungo le 22 pagine del booklet anche se compare in basso a pagina 19 e 20, dove c'è una foto di gruppo dei Pink Floyd e, come nel vinile, la linea verde simula un elettrocardiogramma.
Le prime quattro e le ultime due pagine del booklet riportano foto della band e delle Piramidi egiziane. Le restanti 14 sono dedicate a due a due alle canzoni dell'album e riportano il testo e un'immagine di sfondo il cui colore è diverso per ogni canzone, sempre secondo l'ordine dei sette colori dell'arcobaleno. Sul retro del libretto e della confezione e sul CD sono riprodotti diversi piccoli prismi attraverso i quali passano raggi di diversi colori.

#### Super Audio CD
L'immagine di copertina del Super Audio CD, uscito trent'anni dopo la prima edizione in vinile, fu opera di vari disegnatori, incluso il fedelissimo Storm Thorgerson. Essa è composta da una fotografia di una vetrata costruita per riprodurre la figura del progetto originale. Al posto dei colori opachi vennero usati vetri trasparenti, tenuti insieme da strisce di piombo. L'idea fu ispirata dal «senso di purezza nella qualità sonora» della versione surround, e l'immagine creata con l'intento di essere «la stessa ma diversa, tale che lo stile fosse chiaramente quello di Dark Side, ancora il caratteristico prisma, ma che fosse diverso e quindi nuovo». Sulla costa della confezione compaiono ancora il nome della band ed il titolo preceduto dall'articolo The.
L'interno del booklet riporta immagini riferite alle precedenti edizioni del disco o alla band. Il retro riporta il dettaglio dell'angolo a destra del prisma con i colori in uscita, ulteriormente ingrandito sul CD, dove è in risalto il punto di contatto del prisma con i colori. L'interno della confezione, al di sotto del disco, mostra una nuova vetrata contenente il prisma: lo sfondo è grigio tranne all'interno del poliedro, dove è nero. Anche il retro della confezione, oltre ai titoli delle canzoni, riporta alcuni dettagli del fronte.

## Eredità
Il successo di The Dark Side of the Moon arricchì sensibilmente tutti i membri del gruppo; Rick Wright e Roger Waters si comprarono grandi case di campagna e Nick Mason divenne un collezionista di auto di lusso. Parte del ricavato fu investito nella produzione del film Monty Python e il Sacro Graal.
Alan Parsons ottenne una candidatura ai Grammy Awards 1974 nella categoria miglior sonoro per un album non-classico e iniziò una carriera da musicista di successo. Al contrario di Waters e Gilmour, per Mason il suo contributo nell'album fu molto importante. Nel 2003 Parsons commentò: «Credo che tutti pensassero che il resto della mia carriera dipendesse da Dark Side of the Moon, il che è in parte vero. Ogni tanto, tuttavia, mi rendo conto con frustrazione che loro fecero non so quanti milioni, al contrario di tante altre persone coinvolte nel disco.» (Lo stipendio di Parsons durante le registrazioni ammontava a 35 sterline a settimana).
(Richard Wright)
The Dark Side of the Moon appare frequentemente nelle classifiche dei migliori album di sempre. Nel 1987 Rolling Stone lo collocò al 35º posto della sua Top 100 Albums of the Last 20 Years; nel 2020 si posiziona al 55º nella sua lista dei 500 migliori album di tutti i tempi. Nel 1997 The Guardian, con la collaborazione di vari artisti e critici musicali, pubblicò un elenco dei 100 migliori album di sempre, inserendo quello dei Pink Floyd al 37º posto. Nel 2006 risultò il preferito dagli ascoltatori di Australian Broadcasting Corporation. Nello stesso anno, The Observer lo definì come 29º album più influente della storia della musica e i lettori di NME, con un sondaggio online, lo elessero ottavo migliore di tutti i tempi. È stato inserito anche al secondo posto della lista Definitive 200 Albums of All Time, stilata dalla National Association of Recording Merchandisers «in onore della forma d'arte del disco».
Parte dell'eredità di The Dark Side of the Moon è composta dall'influenza sulla musica moderna, i musicisti che hanno eseguito cover delle sue canzoni, e anche da leggende metropolitane moderne. La sua pubblicazione è spesso considerata un punto di svolta nella storia della musica rock, e spesso ai Pink Floyd vengono accostati i Radiohead, in particolare il loro album OK Computer del 1997, che è stato definito il Dark Side of the Moon degli anni novanta per il loro tema comune: la perdita della capacità creativa dell'individuo per avere uno scopo nel mondo moderno.
Nel giugno del 2015 Rolling Stone ha collocato l'album al primo posto tra i 50 migliori album progressive di tutti i tempi.

### Tributi
Una delle reinterpretazioni più famose di The Dark Side of the Moon è Return to the Dark Side of the Moon: A Tribute to Pink Floyd, pubblicato nel 2006, che vede coinvolti artisti come Adrian Belew, Tommy Shaw, Dweezil Zappa e Rick Wakeman. Nel 2000 la band The Squirrels pubblicò The Not So Bright Side of the Moon, anch'esso un tributo all'album; nel 2003, il collettivo reggae newyorkese Easy Star All-Stars pubblicò Dub Side of the Moon; il gruppo Voices on The Dark Side ne ha realizzato una versione a cappella, mentre la band Poor Man's Whiskey lo esegue spesso in stile bluegrass, chiamando lo spettacolo Dark Side of the Moonshine. Nel 2004 fu realizzata una particolare reinterpretazione con un quartetto d'archi.
Nel 2009 anche i The Flaming Lips, in collaborazione con Stardeath and White Dwarfs e con Henry Rollins e Peaches, pubblicarono il loro rifacimento, intitolato The Flaming Lips and Stardeath and White Dwarfs with Henry Rollins and Peaches Doing The Dark Side of the Moon.
Diversi artisti celebri hanno eseguito l'album dal vivo nella sua interezza: la rock-band Phish semi-improvvisò una rappresentazione per intero durante il loro spettacolo del 2 novembre 1998 a West Valley City, mentre il gruppo progressive metal Dream Theater lo ha eseguito due volte durante i loro concerti.
Recentemente è nato un nuovo progetto italiano chiamato Musicart Project che ha registrato nuovamente il disco in una versione più rock. L'album, intitolato The Black Side of the Moon, è stato prodotto da Pier Gonella presso i MusicArt studios, e vede la partecipazione di membri delle band Mastercastle e Necrodeath (Giorgia Gueglio, Peso e Steve Vawamas). La pubblicazione è avvenuta nel dicembre 2012 attraverso l'etichetta discografica Black Tears.

### Dark Side of the Rainbow
Dark Side of the Rainbow, o The Dark Side of Oz, sono due espressioni comunemente usate per indicare voci che circolano su Internet da almeno quindici anni, secondo le quali The Dark Side of the Moon fu composto come una sorta di colonna sonora del film Il mago di Oz del 1939. I sostenitori di tale teoria avrebbero riprodotto simultaneamente il film ed il disco notando apparenti sincronie fra musica ed immagini: in una scena, ad esempio, il personaggio di Dorothy incomincerebbe a correre esattamente nel momento in cui la band canta no one told you when to run ("nessuno ti ha detto quando incominciare a correre") sul brano Time. Sia David Gilmour che Nick Mason hanno negato decisamente una connessione tra le due opere, e Roger Waters ha definito "divertenti" le voci al riguardo. Alan Parsons infine ha dichiarato che durante la produzione dell'album il film in questione non è mai stato menzionato.

## Tracce

### Edizione originale
Lato A
1. Speak to Me – 1:30 (musica: Nick Mason)
2. Breathe[163] – 2:43 (Roger Waters, David Gilmour, Richard Wright)
3. On the Run – 3:30 (musica: David Gilmour, Roger Waters)
4. Time + Breathe (Reprise) – 6:53 (Nick Mason, Roger Waters, Richard Wright, David Gilmour)
5. The Great Gig in the Sky – 4:15 (musica: Richard Wright, Clare Torry[164])

Lato B
1. Money – 6:30 (Roger Waters)
2. Us and Them – 7:49 (Roger Waters, Richard Wright)
3. Any Colour You Like – 3:24 (musica: David Gilmour, Nick Mason, Richard Wright)
4. Brain Damage – 3:50 (Roger Waters)
5. Eclipse – 1:45 (Roger Waters)

### Versione rimasterizzata del 1994
1. Speak to Me + Breathe – 3:57 (Speak to Me: Nick Mason; Breathe: Roger Waters, David Gilmour, Richard Wright)
2. On the Run – 3:31 (musica: David Gilmour, Roger Waters)
3. Time + Breathe (Reprise) – 7:05 (Nick Mason, Roger Waters, Richard Wright, David Gilmour)
4. The Great Gig in the Sky – 4:47 (Richard Wright, Clare Torry)
5. Money – 6:23 (Roger Waters)
6. Us and Them – 7:48 (Roger Waters, Richard Wright)
7. Any Colour You Like – 3:25 (musica: David Gilmour, Nick Mason, Richard Wright)
8. Brain Damage – 3:50 (Roger Waters)
9. Eclipse – 2:06 (Roger Waters)

### Versione SACD ibrida del 2003
1. Speak to Me – 1:16 (musica: Nick Mason)
2. Breathe – 2:44 (Roger Waters, David Gilmour, Richard Wright)
3. On the Run – 3:32 (musica: David Gilmour, Roger Waters)
4. Time + Breathe (Reprise) – 7:06 (Nick Mason, Roger Waters, Richard Wright, David Gilmour)
5. The Great Gig in the Sky – 4:44 (Richard Wright, Clare Torry)
6. Money – 6:32 (Roger Waters)
7. Us and Them – 7:40 (Roger Waters, Richard Wright)
8. Any Colour You Like – 3:25 (musica: David Gilmour, Nick Mason, Richard Wright)
9. Brain Damage – 3:50 (Roger Waters)
10. Eclipse – 2:04 (Roger Waters)

### Immersion Edition
Nel 2011 è uscita una riedizione dell'album in un cofanetto costituito da tre CD, due DVD e un BD, oltre a un libro di 40 pagine e materiale bonus.
Disc 1 – CD – The Original Album, Remastered in 2011
1. Speak to Me – 1:07
2. Breathe (In the Air) – 2:50
3. On the Run – 3:45
4. Time – 6:53
5. The Great Gig in the Sky – 4:44
6. Money – 6:23
7. Us and Them – 7:49
8. Any Colour You Like – 3:26
9. Brain Damage – 3:47
10. Eclipse – 2:13

Disc 2 – CD – The Dark Side of the Moon Live at Wembley, 1974
1. Speak to Me – 2:46
2. Breathe (In the Air) – 2:51
3. On the Run – 5:09
4. Time – 6:32
5. The Great Gig in the Sky – 6:50
6. Money – 8:41
7. Us and Them – 8:10
8. Any Colour You Like – 8:11
9. Brain Damage – 3:44
10. Eclipse – 2:19

Disc 3 – DVD (Audio Only) – The Dark Side of the Moon Multi-Channel Audio Mixes
1. 5.1 Surround Mix (2003), 448kbps
2. 4.0 Quad Mix (1973), 448kbps
3. LPCM Stereo Mix (1973), Remastered in 2011
4. 5.1 Surround Mix (2003), 640kbps
5. 4.0 Quad Mix (1973), 640kbps

Disc 4 – DVD – Audio-Visual Material
1. Careful with That Axe, Eugene (Live in Brighton, 1972) – 7:43
2. Set the Controls for the Heart of the Sun (Live in Brighton, 1972) – 9:13
3. The Dark Side of the Moon 2003 Documentary – 25:30
4. Concert Screen Films In LPCM Stereo And 5.1 Surround Mixes (British Tour 1974, French Tour 1974, North American Tour 1975) – 59:00

Disc 5 – Blu-ray Disc – High Resolution Audio and Audio-Visual Material
1. The Dark Side of the Moon (5.1 Surround Mix (2003) 96 kHz/24bit) – 43:26
2. The Dark Side of the Moon (Original Stereo Mix (1973) 96 kHz/24bit) – 43:26
3. The Dark Side of the Moon (4.0 Quad Mix (1974) 96 kHz/24bit) – 43:26
4. Live in Brighton 1972 – 16:57
5. The Dark Side of the Moon 2003 Documentary – 25:32
6. Concert Screen Films (LPCM Stereo)
7. Concert Screen Films (5.1 Surround Mix)

Disc 6 – CD – Extra Audio Tracks
- The Dark Side of the Moon Early Mix (1972)

1. Breathe (In the Air) – 3:10
2. On the Run – 3:30
3. Time – 6:57
4. The Great Gig in the Sky – 4:11
5. Money – 6:53
6. Us and Them – 7:15
7. Any Colour You Like – 3:26
8. Brain Damage – 3:51
9. Eclipse – 1:39

- Extra Audio Tracks

1. The Hard Way (From the 'Household Objects' Project) – 3:10
2. Us and Them (Richard Wright Demo) – 5:39
3. The Travel Sequence (Live in Brighton June 1972) – 4:37
4. The Mortality Sequence (Live in Brighton June 1972) – 3:24
5. Any Colour You Like (Live in Brighton June 1972) – 4:45
6. The Travel Sequence (Previously Unreleased Studio Recording) – 2:21
7. Money (Roger Waters Demo) – 2:38

## Formazione
- David Gilmour – voce, cori, chitarra, lap steel guitar, pedal steel guitar, sintetizzatore EMS Synthi AKS (traccia 3)
- Roger Waters – basso, sintetizzatore EMS VCS3 (traccia 3), voce principale (tracce 9 e 10), effetti su nastro
- Richard Wright – organo Hammond, pianoforte, pianoforte elettrico, cori e armonie vocali, voce principale (traccia 4), sintetizzatori Minimoog, EMS VCS3 e EMS Synthy AKS
- Nick Mason – batteria, percussioni, rototoms (traccia 4), effetti sonori e su nastro

Altri musicisti
- Roger "The Hat" Manifold – voce parlata (tracce 3 e 7)
- Peter James – battito di piedi (traccia 3), voce parlata (traccia 8)
- Clare Torry – voce principale (traccia 5)
- Dick Parry – sassofono tenore (tracce 6 e 7)
- Doris Troy, Liza Strike, Lesley Duncan, Barry St. John – cori

### Produzione
- Pink Floyd – produzione
- Alan Parsons – tecnico audio
- Peter James – tecnico assistente[166]
- Chris Thomas – consulente del missaggio
- George Hardie – illustrazioni
- Hipgnosis – grafica, fotografia
- Jill Furmanovsky – fotografia
- James Guthrie – supervisore del remastering nelle edizioni del ventesimo e trentesimo anniversario, missaggio in 5.1 nell'edizione del trentesimo anniversario
- Doug Sax – remastering nelle edizioni del ventesimo e trentesimo anniversario
- David Sinclair – note di copertina nella riedizione in CD
- Storm Thorgerson – grafica
- Drew Vogel – fotografia nella riedizione in CD

## Successo commerciale
(Nick Mason)
The Dark Side of the Moon è uno degli album più di successo della storia, con oltre 50 milioni di copie vendute, ed è tra le prime 25 posizioni degli album più venduti negli Stati Uniti d'America. Anche se la permanenza al primo posto durò solo sette giorni, è tuttora presente nella Billboard 200 con più di 930 settimane di permanenza (di cui 741 consecutive), alle quali si sommano le oltre 1100 settimane nella Top Pop Catalog Albums, anch'essa a cura di Billboard, introdotta nel marzo 1991. Nel Regno Unito è il settimo album più venduto di tutti i tempi. In Francia ha venduto 2 555 400 dischi, mentre in Italia aveva superato il traguardo del milione di copie alla fine degli anni ottanta, alle quali vanno sommate le 300 000 certificate dalla FIMI.
Negli Stati Uniti il vinile uscì prima dell'istituzione del disco di platino del 1º gennaio 1976. Fu premiato quindi con un solo disco d'oro fino al 16 febbraio 1990, quando gliene furono certificati altri 11 in platino. Il 4 giugno 1998 la Recording Industry Association of America (RIAA) ne assegnò altri 4, facendogli raggiungere quota 15.
I singoli Money e Time, in un arco di 12 mesi conclusosi il 20 aprile 2005, sono stati riprodotti nelle radio statunitensi rispettivamente 13.731 e 13.723 volte. Anche nelle settimane più "piatte" vengono vendute in media tra le 8 000 e le 9 000 copie, con un totale di 400 000 nel 2002, risultando così il 200º album più venduto di quell'anno, quasi trent'anni dopo la sua pubblicazione. Secondo un articolo del The Wall Street Journal del 2 agosto 2006, nel 1991 furono venduti 7,7 milioni di dischi nei soli Stati Uniti.
Nel 2003, anno di pubblicazione dell'edizione ibrida in CD e SACD, The Dark Side of the Moon raggiunse nuovamente il primo posto delle classifiche Billboard con 800 000 copie vendute negli Stati Uniti. Nella settimana del 5 maggio 2006 l'album raggiunse un totale di 1 500 settimane in classifica, tenendo conto delle liste Billboard 200 e della Pop Catalogue Charts. Nel 2007 venne stimato che uno statunitense su quattordici sotto i 50 anni possedesse, o avesse posseduto, una copia dell'album.

## Classifiche

### Classifiche settimanali
| Classifica (1973-2023) | Posizione massima |
| ---------------------- | ----------------- |
| Australia              | 2                 |
| Austria                | 1                 |
| Belgio (Fiandre)       | 16                |
| Belgio (Vallonia)      | 6                 |
| Canada                 | 1                 |
| Croazia                | 1                 |
| Danimarca              | 21                |
| Finlandia              | 3                 |
| Francia                | 1                 |
| Germania               | 3                 |
| Grecia                 | 1                 |
| Italia                 | 1                 |
| Messico                | 61                |
| Norvegia               | 2                 |
| Nuova Zelanda          | 1                 |
| Paesi Bassi            | 2                 |
| Polonia                | 5                 |
| Portogallo             | 1                 |
| Repubblica Ceca        | 13                |
| Regno Unito            | 2                 |
| Spagna                 | 4                 |
| Stati Uniti            | 1                 |
| Svezia                 | 15                |
| Svizzera               | 8                 |
| Ungheria               | 10                |

### Classifiche di fine anno
| Classifica (1973) | Posizione |
| ----------------- | --------- |
| Austria           | 1         |
| Francia           | 2         |
| Germania Ovest    | 6         |
| Italia            | 3         |
| Paesi Bassi       | 14        |
| Regno Unito       | 6         |
| Stati Uniti       | 11        |
| Classifica (1974) | Posizione |
| Australia         | 9         |
| Regno Unito       | 5         |
| Stati Uniti       | 11        |
| Classifica (1975) | Posizione |
| Nuova Zelanda     | 1         |
| Regno Unito       | 19        |
| Stati Uniti       | 71        |
| Classifica (1976) | Posizione |
| Nuova Zelanda     | 7         |
| Regno Unito       | 37        |
| Classifica (1977) | Posizione |
| Nuova Zelanda     | 14        |
| Regno Unito       | 36        |
| Classifica (1978) | Posizione |
| Nuova Zelanda     | 36        |
| Classifica (2003) | Posizione |
| Italia            | 36        |
| Classifica (2007) | Posizione |
| Italia            | 97        |
| Classifica (2009) | Posizione |
| Italia            | 89        |
| Classifica (2010) | Posizione |
| Italia            | 73        |
| Classifica (2011) | Posizione |
| Italia            | 44        |
| Classifica (2013) | Posizione |
| Italia            | 63        |
| Classifica (2014) | Posizione |
| Italia            | 52        |
| Classifica (2015) | Posizione |
| Italia            | 66        |
| Classifica (2016) | Posizione |
| Italia            | 77        |
| Classifica (2017) | Posizione |
| Croazia           | 14        |
| Italia            | 55        |
| Classifica (2018) | Posizione |
| Italia            | 47        |
| Classifica (2019) | Posizione |
| Croazia           | 6         |
| Grecia            | 8         |
| Italia            | 49        |
| Classifica (2020) | Posizione |
| Belgio (Fiandre)  | 107       |
| Belgio (Vallonia) | 173       |
| Italia            | 63        |
| Portogallo        | 21        |
| Classifica (2021) | Posizione |
| Belgio (Fiandre)  | 99        |
| Belgio (Vallonia) | 150       |
| Italia            | 59        |
| Portogallo        | 2         |
| Classifica (2022) | Posizione |
| Belgio (Fiandre)  | 68        |
| Belgio (Vallonia) | 138       |
| Italia            | 78        |
| Classifica (2023) | Posizione |
| Italia            | 23        |
| Portogallo        | 2         |
| Spagna            | 97        |
| Ungheria          | 65        |
| Classifica (2024) | Posizione |
| Italia            | 47        |
| Portogallo        | 25        |
| Slovacchia        | 8         |

## Edizioni
- 1973 – LP, Harvest Records SHVL 804, Europa[129]
- 1973 – LP, Capitol Records SMAS-1-11169, USA[129]
- 1973 – LP, EMI Australia Q4 SHVLA.804, Australia[129]
- 1984 – CD, Harvest Records CDP 7 46001 2, Europa[129]
- 1985 – CD, Capitol Records CDP 7 46001 2, USA[129]
- 1993 – CD, EMI Records 0777 7 81479 2 3, Regno Unito, Twentieth Anniversary Edition, edizione limitata in box set[129]
- 1994 – CD, EMI Records 7243 8 29752 2 9, CDEMD 1064, Europa, edizione rimasterizzata[129]
- 1994 – CD, Capitol Records CDP 0777 7 46001 2 5, USA, edizione rimasterizzata[129]
- 2003 – SACD, EMI Records 7243 5 82136 2 1, Europa, edizione quadrifonica[129]
- 2003 – Classic Albums: Pink Floyd - The Making of The Dark Side of the Moon, DVD, Eagle Vision EV 30042-9, USA[129]